# Acqueville, Calvados
Acqueville är en kommun i departementet Calvados i regionen Normandie i norra Frankrike. Kommunen ligger i kantonen Thury-Harcourt som ligger i arrondissementet Caen. År 2018 hade Acqueville 187 invånare.

## Befolkningsutveckling
Antalet invånare i kommunen Acqueville
Referens: INSEE